# Drum național 29A
Der Drum național 29A (rumänisch für „Nationalstraße 29A“, kurz DN29A) ist eine Hauptstraße in Rumänien.

## Verlauf
Die Straße nimmt in der Kreishauptstadt Suceava am Drum național 2 (Europastraße 85) ihren Ausgang, kreuzt im Nordosten von Suceava den Drum național 29 (Europastraße 58) und verläuft nach Norden über Adâncata und Vârfu Câmpului, wo sie den Sereth quert und den Drum național 29C kreuzt, in die Kleinstadt Dorohoi, wo sie den Jijia quert. Dort trifft der Drum național 29B auf sie. In ihrem weiteren Verlauf kreuzt die Straße in dem Dorf Dragalina den 2012 zur Kreisstraße abgestuften ehemaligen Drum național 29F. Später nähert sich die Straße dem Grenzfluss Pruth, durchzieht Darabani, wendet sich nach Osten und trifft in Rădăuți-Prut auf den Drum național 24C. Von dort aus erreicht sie den Pruth, der die Grenze zur Republik Moldau bildet, und setzt sich auf moldauischem Gebiet nach Lipcani fort, wo sie auf den moldauischen Drum public național M14 trifft.
Die Länge der Straße beträgt rund 100 km.